# Abondance (gemeente)
Abondance is een gemeente in het Franse departement Haute-Savoie (regio Auvergne-Rhône-Alpes). De plaats maakt deel uit van het arrondissement Thonon-les-Bains en is gelegen ten zuiden van het meer van Genève aan de Dranse d'Abondance. Abondance telde op 1 januari 2022 1.536 inwoners.

## Bezienswaardig
Abondance is een luchtkuuroord en bezit een voormalige abdij met 15e-eeuwse muurschilderingen.

## Geografie
De oppervlakte van Abondance bedroeg op 1 januari 2022 58,84 vierkante kilometer; de bevolkingsdichtheid was toen 26,1 inwoners per km². De plaats is gelegen op 930 m hoogte.

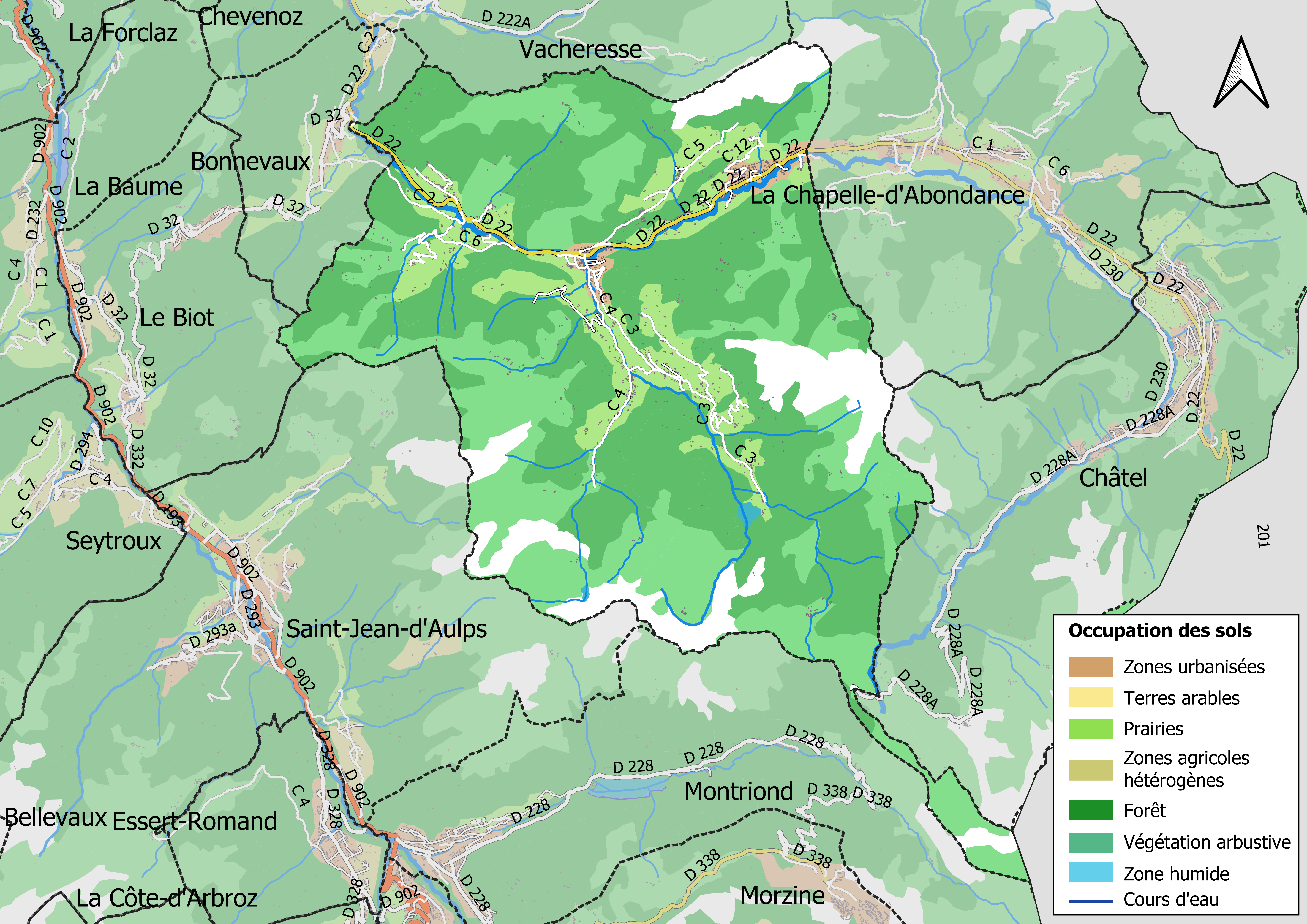
Kaart van de gemeente met de belangrijkste infrastructuur, bodemgebruik en omliggende gemeenten

## Runderras
Abondance is vooral ook de naam van een rundveesoort genoemd naar de streek rond het stadje. De dieren zijn middelmatig van gestalte en hun kleur is donkerrood-bont. Het zijn zeer goede melkkoeien. Van de melk wordt Abondancekaas gemaakt.

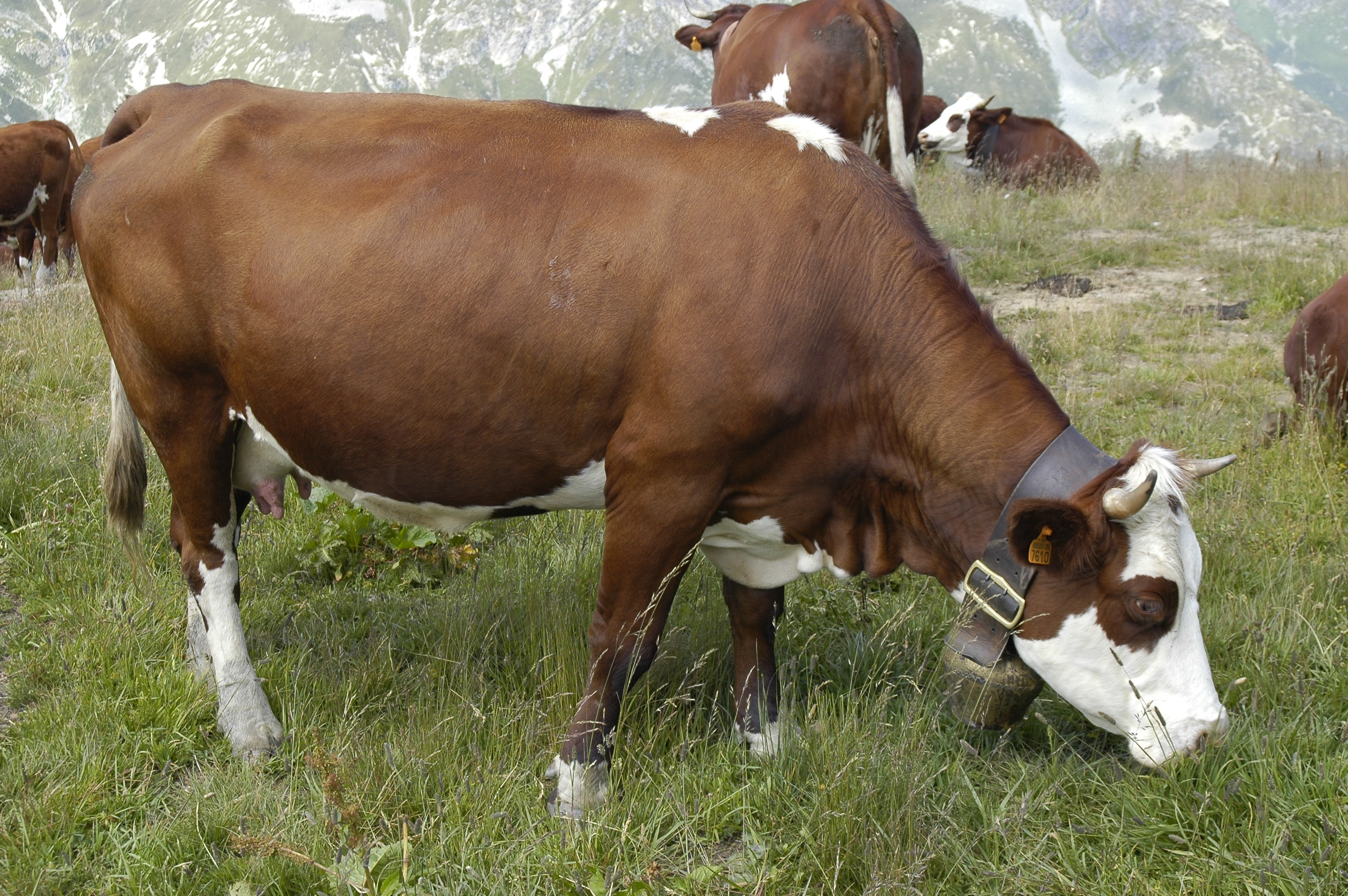
Roodbonte abondancekoe

## Demografie
Onderstaande figuur toont het verloop van het inwonertal (bron: INSEE-tellingen).